# Contea di Goseong (Gyeongsang Meridionale)
La contea di Goseong (Goseong-gun; 창녕군; 昌寧郡) è una delle suddivisioni della provincia sudcoreana del Sud Gyeongsang.